# 지질산소화효소
지질산소화효소(脂質酸素化酵素, 영어: lipoxygenase) (EC 1.13.11.-) 또는 리폭시제네이스는 대부분 시스,시스-1,4-펜타다이엔을 함유한 지질에서 다불포화 지방산의 이산소화를 촉매하는 (비헴) 철 함유 효소군이다. 지질산소화효소가 촉매하는 반응의 생성물들은 모세포의 기능을 조절하는 자가분비 신호, 주변 세포의 기능을 조절하는 주변분비 신호, 멀리 떨어져 있는 세포의 기능을 조절하는 내분비 신호와 같은 다양한 역할을 하는 세포 신호전달 물질들이다.

## 같이 보기
- 산소화효소